# Captain Blitz
Captain Blitz und seine Freunde ist eine auf Audiokassetten veröffentlichte deutsche Krimi-Hörspielserie für Kinder, die von der Firma Kiosk in den 1980er Jahren herausgegeben wurde. Die erste Folge der Hörspielreihe erschien 1983. Auch eine Buchreihe gleichen Namens und Themas war seinerzeit im inländischen Einzelhandel erhältlich. Als Autor der Geschichten wird Steffen Kent genannt, ein Verlags-Sammelpseudonym der Autoren Georg Feil, Lydia Tews, Felix Huby und anderen.
Die Serie zeichnet sich durch den Verzicht auf einen Erzähler aus; stattdessen sind die Dialoge so konstruiert, dass die jeweilige Situation verständlich wird. Jeder Kassette war als Teil des Covers ein kurzer Text beigelegt, in dem die wichtigsten juristischen Aspekte der in der jeweiligen Folge behandelten Straftat leicht verständlich erklärt wurden.

## Hintergrund
„Captain Blitz“ heißt eigentlich Hans-Peter Bergmann. Von seinem Vater, der Ingenieur ist, hat er die Liebe zum Herumtüfteln an elektronischen Geräten aller Art übernommen. In den Büchern wird erklärt, dass er seinen Spitznamen bekommen hat, weil es dabei oft ganz schön kracht und blitzt, aber auch weil er sehr clever ist und oft in den entscheidenden  Momenten den richtigen Geistesblitz hat. In den Hörspielen gibt es an diesen Stellen sogar immer ein ganz bestimmtes Geräusch, so dass der Hörer weiß, dass Captain Blitz mal wieder eine zündende Idee hat.
„Blitz“, wie er auch genannt wird, geht mit seinem kleinen Bruder und zwei Freunden auf Verbrecherjagd und gemeinsam lösen sie viele spannende Fälle.

## Text des Titellieds
Captain Blitz und seine Leute jagen die Verbrechermeute.
Denn Captain Blitz ist stets am Ball, er löst jeden harten Fall.
So ist Captain Blitz.
Diebstahl, Raub und Sabotage, sogar Scheckbetrug und Spionage –
ist ein krummes Ding am Laufen, löst es Captain Blitz mit seinem Haufen.
Ja, Captain Blitz und seine Leute sind der Schreck für die Verbrechermeute.
Ja, Captain Blitz und seine Leute sind der Schreck für die Verbrecherbeute.

## Figuren
Hans-Peter „Captain Blitz“ Bergmann
ist ein intelligenter und für sein Alter untypisch überlegt handelnder Teenager mit Hang zum Detektivischen. Vornehmlich auf seine Initiative hin betätigen er und seine Clique sich wiederholt in der Aufklärung von Verbrechen. Sein Spitzname rührt von seinem Interesse für Elektronik allgemein und Computer im Speziellen her. „Captain Blitz“, wie ihn die Freunde nennen, führt das Kommando seiner Truppe und trifft alle maßgeblichen Entscheidungen in puncto ihres gemeinsamen Vorgehens.
Matthias „Matti“ Bergmann
ist „Captain Blitz’“ jüngerer Bruder. Dieser fühlt sich nicht selten durch den infantilen und manchmal altersbedingt etwas begriffsstutzigen und ängstlichen Bruder behindert, was oft zu (harmlosen) Kabbeleien zwischen den beiden führt. Dennoch ist auch Matti ein stetiges und im Grunde von allen gemochtes Mitglied des Blitz-Teams.
Anke
Das einzige Mädchen im Team um Captain Blitz. Geschlechtsstereotypisch ist sie zumeist etwas vorsichtiger als ihre Kameraden und merkt nicht selten ihre Bedenken an, wenn sich der übereifrige Captain Blitz wieder einmal allzu nahe an die kriminellen Widersacher heranwagt. Doch auch sie ist, abgesehen davon, mit Feuereifer am Lösen der Fälle der Truppe beteiligt.
Pacco
ist Sohn italienischer Einwanderer. Sein Vater führt eine Pizzeria, in der die Clique regelmäßig zum Schluss einer Folge einkehrt, um ihren Erfolg zu feiern. Sein starker italienischer Akzent und leichte Macho-Allüren bringen ihm nicht selten den freundschaftlich stichelnden Spott seiner Freunde ein. Pacco ist ein eher bodenständiger Typ, der zwar nicht durch geistige Höhenflüge, wohl aber durch Mut und Entschlossenheit glänzen kann.

## Episodenindex
- 0. Hörprobe zum Kennenlernen (bestehend aus einer Kurzfassung von Folge 17)
- 1. Mordanschlag im Zirkus
- 2. Pizza, Pauken und Trompeten
- 3. Falsche Fracht
- 4. Werkspionage
- 5. Alles Lug und Trug
- 6. Der Feuerteufel vom Hexenmoor
- 7. Die Totenkopfbande
- 8. Dunkle Geschäfte
- 9. Der Ausreißer
- 10. Eine Falle für Pferdediebe
- 11. Alarm für Strecke 7
- 12. Autodieben auf der Spur
- 13. Die schwarze Hand
- 14. Das Gespenst in der Kommode
- 15. Ein Trainer sieht rot
- 16. Blühende Diamanten
- 17. Gift im Schöneichenwald
- 18. Die roten Teufel
- 19. Weißes Gold
- 20. Der gelbe Koffer
- 21. Falsch programmiert
- 22. Gefährlicher Irrtum
- 23. Die letzte Falle
- 24. Das Geheimnis der Todesspinne[2]

## Sprecher
- Captain Blitz: Andreas Klein
- Matti: Marc Oliver Schulze
- Pacco: Massimo Lombardo
- Anke: Alana Horrigan
- Schlaumeier: Peter Thom